# Douglas Buck
Douglas Buck és un director de cinema estatunidenc.
Buck va créixer a Long Island, a l'estat de Nova York. Més tard es va traslladar a Nova York, on va començar a fer pel·lícules mentre treballava com a enginyer elèctric.
Buck va començar fent curtmetratges, com Cutting Moments (1997), Home (1998), i Prologue (2003), tots tres recollits a l’antologia Family Portraits. La revista Rue Morgue va seleccionar Cutting Moments com una de les seves "100 pel·lícules de terror alternatives". L'any 2004 va començar a fer una nova versió de la pel·lícula de Brian De Palma de 1973 Sisters protagonitzada per Lou Doillon, Stephen Rea i Chloë Sevigny, que va ser llançada el 2007 i descrita per Variety com "un soci digne del famós thriller slasher violent del seu predecessor". La seva pel·lícula d’ecoterror del 2008 The Broken Imago és influenciada per la pel·lícula espanyola del 1976 ¿Quién puede matar a un niño?.
Buck també va coescriure la pel·lícula de 1999 Terror Firmer.

## Filmografia
Llargmetratges
- Family Portraits: A Trilogy of America (2003) [antologia]
- Sisters (2006)

Curtmetratges
- After All (1994)
- Cutting Moments (1997) [inclòs a Family Portraits: A Trilogy of America]
- Home (1998) [inclòs a Family Portraits: A Trilogy of America]
- Prologue (2003) [featurette; inclòs a Family Portraits: A Trilogy of America]
- The Broken Imago (2008) [Prova de concepte]
- The Aristofrogs (2010) [director ajudant]
- The Accident (2011) [segment de The Theatre Bizarre]